# Swetosław Byrkaniczkow
Swetosław Byrkaniczkow (ur. 1 marca 1974 w Plewenie) – były bułgarski piłkarz, pomocnik. Dwukrotny mistrz Bułgarii (z Lewskim Sofia i Łokomotiwem Płowdiw), a także wicemistrz Bułgarii (z Neftochimikiem Burgas).
W barwach Lewskiego rozegrał dwa mecze w Pucharze UEFA oraz trzy spotkania w eliminacjach Ligi Mistrzów. W bułgarskiej ekstraklasie rozegrał ponad 150 meczów, strzelając ponad 30 bramek.
W latach 2004–2008 występował w pięciu polskich klubach: Kolporterze Koronie Kielce, ŁKS Łódź, Radomiaku Radom, Mazovii Rawa Mazowiecka i GLKS Nadarzyn.